# روستورتول
روستورتول (روسی: Роствертол) شرکت هوافضای روس است، که در سال ۱۹۳۹ تأسیس شد.